# Recurvidris
Recurvidris é um gênero de insetos, pertencente a família Formicidae.

## Espécies
- Recurvidris browni Bolton, 1992
- Recurvidris glabriceps Zhou, 2000
- Recurvidris hebe Bolton, 1992
- Recurvidris kemneri (Wheeler & Wheeler, 1954)
- Recurvidris nigrans Zettel, 2008
- Recurvidris nuwa Xu & Zheng, 1995
- Recurvidris pickburni Bolton, 1992
- Recurvidris proles Bolton, 1992
- Recurvidris recurvispinosa (Forel, 1890)
- Recurvidris williami Bolton, 1992